# تپه اورتاچمن
تپه اورتاچمن در شهرستان زنجان، بخش قره‌پشتلو، روستای دوسران واقع شده و این اثر در تاریخ ۷ مهر ۱۳۸۱ با شمارهٔ ثبت ۶۲۰۳ به‌عنوان یکی از آثار ملی ایران به ثبت رسیده است.